# إديث كلارك (طيارة)
إديث كلارك (بالفرنسية: Edith Clark) هي طيارة فرنسية، ولدت في 15 يونيو 1904 في Cuffy, Cher ‏ في فرنسا، وتوفيت في 16 مارس 1937 في أفينيون في فرنسا.